# Amiota collini
Amiota collini este o specie de muște din genul Amiota, familia Drosophilidae, descrisă de Beuk și Maca în anul 1995. Conform Catalogue of Life specia Amiota collini nu are subspecii cunoscute.